# Srđan Kočić
Srđan Kočić (Bosanska Gradiška, 27 novembre 1999) è un cestista bosniaco.

## Palmarès
- Campionato bosniaco: 1

Igokea: 2019-2020
- Coppa del Montenegro: 1

Budućnost: 2018
- Lega Adriatica: 1

Budućnost: 2017-18